# アメリカンワイヤーヘア
アメリカンワイヤーヘア(英：American Wirehair)は、ネコの品種のひとつ。原産国はアメリカ。

## 歴史
1967年、ニューヨーク州ヴェローナの農場で、毛先が曲がった縮れ毛をしたアメリカンショートヘアの仔猫が突然変異で生まれたのが始まり。
ワイヤーヘアーの遺伝子が優性であるため、さまざまな種類のネコとの交配でワイヤーヘアーの仔猫が現れる。

## 特徴
かたく縮れた被毛が特徴。数は少なくとても珍しい。活発によく動き、好奇心が旺盛。

## 性格
プライドが高いので、ほかの猫がいると威圧するそぶりを見せることもある。しかし人にはよくなつき、愛情が豊かで温和である。
また遊び好きの甘えん坊で、人と遊んだり、人に抱かれたりするのが大好きである。

## 飼育
仔猫の段階から被毛は縮れているが、成猫と同じような被毛になるには半年程度を要する。特徴的な毛質であるが、手入れは週に一度程度抜けてきた被毛をブラッシングするだけで特に手間がかかるわけではない。